# روزيتا إسبينوزا
روزيتا إسبينوزا (بالإنجليزية: Rosita Espinoza) شخصية خيالية، من مسلسل الرعب والدراما الذي عرض على قناة إيه إم سي؛ الموتى السائرون. إبتكر الشخصية روبرت كيركمان وتشارلي الدراد. ترافق روزيتا يوجين بورتر وأبراهام فورد في مهمة إلى واشنطن العاصمة. اختيرت الممثلة كريستيان سيراتوس لأداء دور روزيتا في المسلسل التلفزيوني.

## وصلات خارجية
- روزيتا إسبينوزا في قاعدة بيانات الأفلام على الإنترنت
- روزيتا إسبينوزا على موقع AMC